# ستيف مرتزكي
ستيف مرتزكي (بالإنجليزية:Steve Meretzky) ( ولد في 1 مايو عام 1957) هو مصمم ألعاب أمريكي قام بالعمل على العشرات من العناوين .
لقد شارك تقريباً في جميع جوانب تطوير الألعاب من التصميم إلى الإنتاج إلى ضمان الجودة إلى تصميم الغلاف . قام بصنع بعض ألعاب شركة إنفوكوم (Infocom) خلال فترة الثمانينات . في 1991 اعتبرته مجلة بي سي جيمر (PC Gamer) المتخصصة في ألعاب الفيديو كواحد من من «عمالقة الألعاب» الذين تركوا بصمة كبيرة في تاريخ ألعاب الحاسوب .

## = من أعماله
- Planetfall - لعبة فيديو 1983 لشركة Infocom .
- Spellcasting 301: Spring Break - لعبة فيديو 1992 لشركة Legend Entertainment.
- Leather Goddesses of Phobos 2 - لعبة فيديو 1992 لشركة أكتيفجن.

## روابط خارجية
- ستيف مرتزكي على موقع IMDb (الإنجليزية)
- ستيف مرتزكي على موقع ميوزك برينز (الإنجليزية)
- ستيف مرتزكي على موقع إن إن دي بي (الإنجليزية)